# Белянка курильская
Белянка курильская (Pieris tomariana) — дневная бабочка из семейства белянок (Pieridae).

## Описание
Крылья на верхней стороне белые с тёмными пятнами. Фон нижней стороны крыльев без четкого рисунка. Жилки R4, R5 и М1 имеют общий ствол. Половой диморфизм выражается в том, что у самок более сильно развит тёмный рисунок на крыльях. Усики с головчатой булавой. Длина переднего крыла 22—25 мм. Самцы сверху белого цвета (или слегка желтоватые), едва просвечивают жилки, их концы у вершины лишь слегка опылены. На нижней стороне крыльев все жилки напылены серо-чёрными чешуйками. Верхняя сторона крыльев самки беловатая, на переднем крыле тёмное напыление имеется на жилках центральной ячейки, у корня и у заднего края крыла. Задние крылья с расплывчатым тёмным пятном у переднего края.

## Ареал
Эндемик Курильских островов — Итуруп, Уруп и Кунашир.

## Биология
Встречается на участках с луговыми травами в долинах ручьев. В год — 2 поколения: весеннее поколение бабочек (gen. vern. kurilina Bryk, 1942) и летнее поколение (gen. aest. tomariana Matsumura, 1928), которые сравнительно сходны. Время лёта бабочек в июне — июле.